# Stojkovići (gmina Kiseljak)
Stojkovići – wieś w Bośni i Hercegowinie, w Federacji Bośni i Hercegowiny, w kantonie środkowobośniackim, w gminie Kiseljak. W 2013 roku pozostawała niezamieszkana.